# Albano Laziale
Albano Laziale je grad u Italiji, južno od Rima od 40 515 stanovnika.

## Zemljopisne karakteristike
Albano Laziale leži udaljen dvadesetak km od Rima u gorju Colli Albani u regiji Lazio. 

## Povijest
Još u vrijeme Antičkog Rima, naselje Albanum počelo se formirati duž Via Appie, kad su bogati Rimljani počeli graditi vile uz nju, kao Pompej i car Domicijan.
Struktura Albanuma potpuno se promijenila krajem 2. st. – početkom 3. st. kad je po nalogu cara Septimija Severa tu premještena Druga partska legija. Legionari njih oko 6000, podigli su kastrum – Castra Albana uz koji je niklo naselje njihovih porodica i zanatlija.
Legija je ostala u Albanumu do sredine 3. st., ali je grad i nakon toga ostao značajan, dokaz tome je bazilika posvećena Svetom Ivanu Krstitelja koju je car Konstantin Veliki izgradio 326. u tom mjestu, tu prvilegiju imali su samo Rim, Ostia, Napulj i Capua.
Nakon pada Rimskog Carstva, taj kraj bio je meta kontinuiranih napada stranih hordi. Između 6. i 9. st. grad su orobili Langobardi, Goti, Franci, Alemani a nakraju i Saraceni – 846.
U 10. st. potricijska porodica Savelli, uspjela je zavladati Albanumom, ona je obilježila povijest grada u sljedečim stoljećima. Pod njihovom upravom je povijesni centar mjesta dobio današnji izgled u 16. i 17. st. Dominacija porodice Savelli trajala je do 1697., kada je zbog ozbiljnih novčanih problema, morala prodati grad i svo zemljište oko njega kao feudalni posjed, tad ga je na dražbi kupila papainska apostolska komora, pa je tako Albano postao dio Papinske Države.
Ključna godina za Albano bila je 1780., kada je papa Pio VI. dao obnoviti Via Appiu, želivši tako skratiti put između Rima i Terracina, tad je i isušena Pontijska močvara pa je grad ponovno postao privlačan za stanovnike višeg sloja.
Nakon obnove Papinske Države 1816., Albano je postao jedna od osamnaest provincija te nove – stare države i sjedište vlade. Strašna godina u povijesti Albana bila je 1867. kad je puno stanovnika pomrlo od epidemije kolere. Albano je postao dio Kraljevine Italije – 1870. i postao sjedište okružnog suda, prefiks Lazio dodan je imenu grada 1882. kako bi se razlikovao od drugih gradova Kraljevine Italije.
Albano je 1. veljače 1944. bio bombardiran od strane saveznika, u tim napadima poginulo je stotinjak stanovnika.
Nakon Drugog svjetskog rata, grad se brzo oporavio, tako da je danas značajni trgovački centar u okolici Rima.

## Atrakcije
Albano ima brojne spomenike iz doba Antičkog Rima, Cisterne, Amfiteatar Septimija Severa, Karakaline terme, Nimfeum i mnogi druge. U okolici grada je Park prirode Castelli Romani i Jezero Albano.

## Vanjske poveznice
- Službene stranice grada  Arhivirana inačica izvorne stranice od 23. kolovoza 2013. (Wayback Machine) (tal.)